# 駱水源
駱水源（1908年5月10日—1976年2月23日），生於日治台灣台北州台北市，記者、銀行家與政治人物，曾任臺北市參議會議員、第一屆省轄市台北市議員，為台北區合會儲蓄公司（台北國際商業銀行前身）的共同創辦人之一，任首任總經理。

## 生平
其家族為台北市士林一帶的望族。
畢業於臺灣商工學校（開南商工的前身）商科。之後成為台灣總督府下的公務員，曾被派駐中國廣東，派駐期間，養成對中國古玩的鑑賞品味。
回台後，成為記者，任職於《臺灣新報》。
1945年，日本投降，第二次世界大戰結束，中華民國接收台灣。駱水源任《民報》採訪主任，也開設順隆行，進行進出口貿易。1946年，台北市參議會成立，任臺北市參議會議員。
1947年，發生二二八事件，駱水源加入二二八事件處理委員會。3月3日，委員會選出駱水源、林宗賢、林詩黨、呂伯雄、李萬居等五人，至美國領事館，請求美國領事將事件過程發布給國際。在國民政府抵台進行清鄉時，駱水源被台灣省警備司令部列為首謀之一，駱水源與潘渠源出面自首，遭逮捕審訊。經其家族透過人脈運作，駱水源最終被釋放。
1948年，與士紳何傳、陳逢源、陳金萬、林熊祥等人，共同創辦台北區合會儲蓄公司（台北國際商業銀行前身），駱水源任首任總經理。
駱水源熱愛桌球，是台灣桌球運動最早的推廣者之一。1950年，臺灣省體育會乒乓球委員會成立，由臺灣銀行董事長瞿荊洲擔任主任委員，駱水源任總幹事。

## 家庭
其妻潘溱溱，生於1909年，2002年過世。為士林望族潘光楷之女。25歲時與駱水源結婚，婚後曾收養一女陳淑卿，後生獨子駱錦明。

## 外部連結
- 臺灣商工校友－駱水源校友（臺商九期） （页面存档备份，存于）